# Coelopleurus
Genre
Coelopleurus est un genre d’oursins de la famille des Arbaciidae. Ce sont des oursins d'eaux profondes pourvus de piquants très longs et de couleurs étonnamment vives.

## Description et caractéristiques

### Morphologie

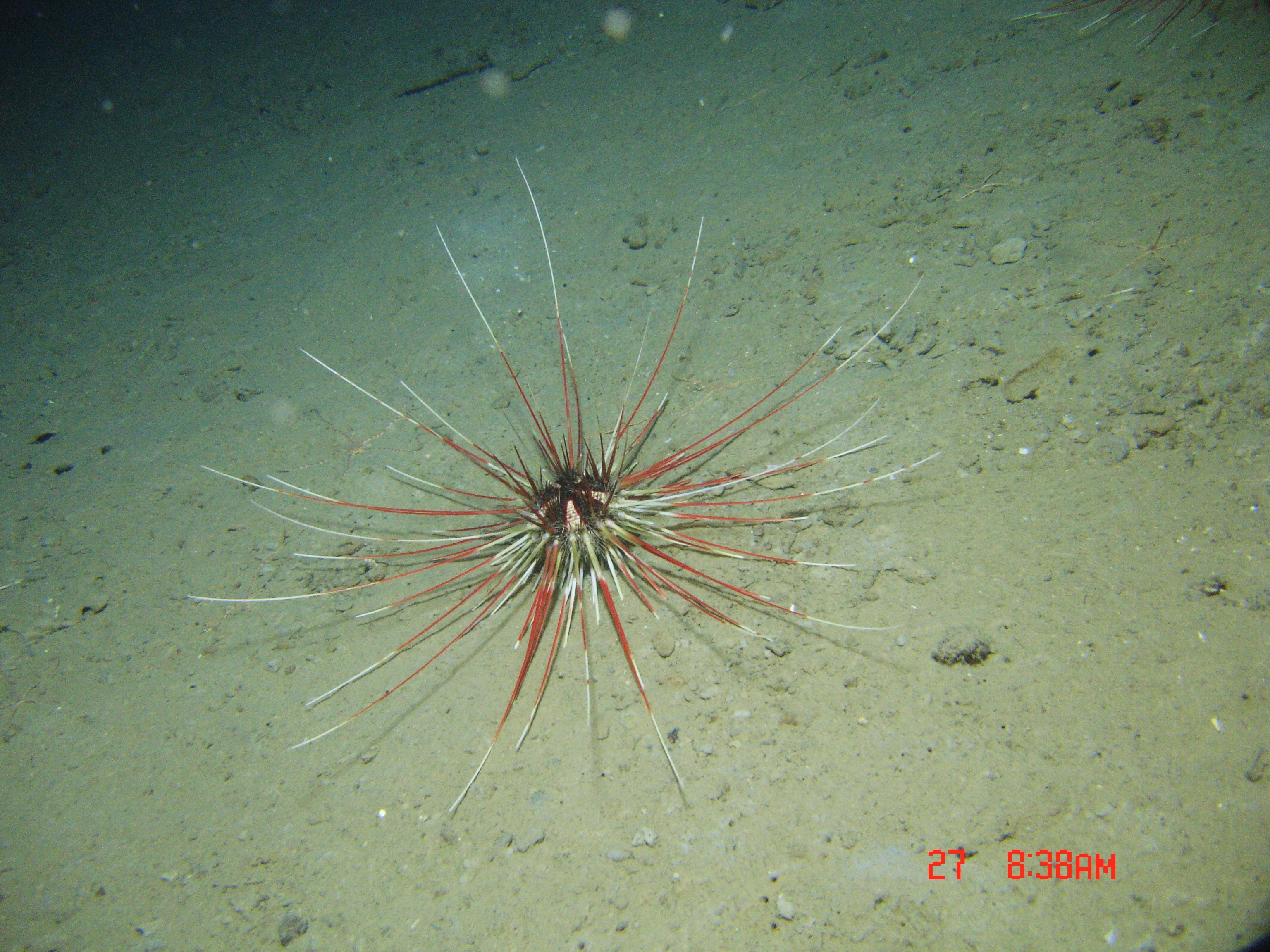
Coelopleurus floridanus à grande profondeur.

Ces oursins sont des oursins dits réguliers, c'est-à-dire qu'ils sont de forme ronde, avec la bouche située au centre de la face inférieure (« face orale ») et l'anus à l'opposé (face dite « aborale »), au centre de l'« appareil apical » situé au sommet de la coquille (appelée « test »).
Ces oursins sont d'assez grande taille, et sont caractérisés par de très longues radioles incurvées, de section triangulaire, recourbées vers le haut. Ils ont la particularité d'être très colorés (de rouge et de blanc), ce qui est surprenant étant donné qu'ils évoluent dans le noir complet.
Ce genre se distingue des autres oursins par son dimorphisme sexuel, cas rarissime chez les échinodermes : les mâles sont équipés d'une papille séminale, qui surplombe le gonopore, et d'où sort le sperme pendant la reproduction.

### Caractéristiques squelettiques

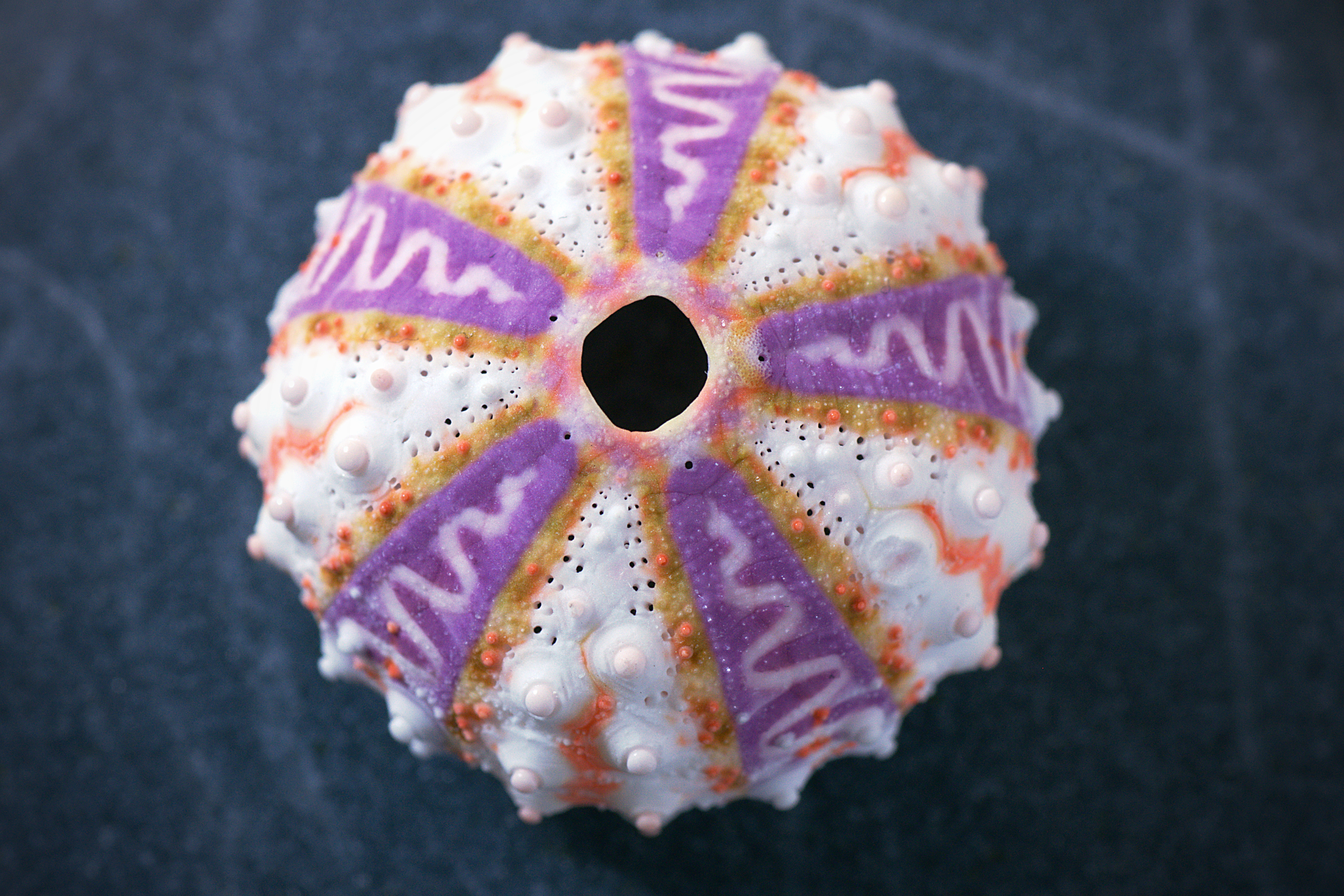
Test de Coelopleurus exquisitus.

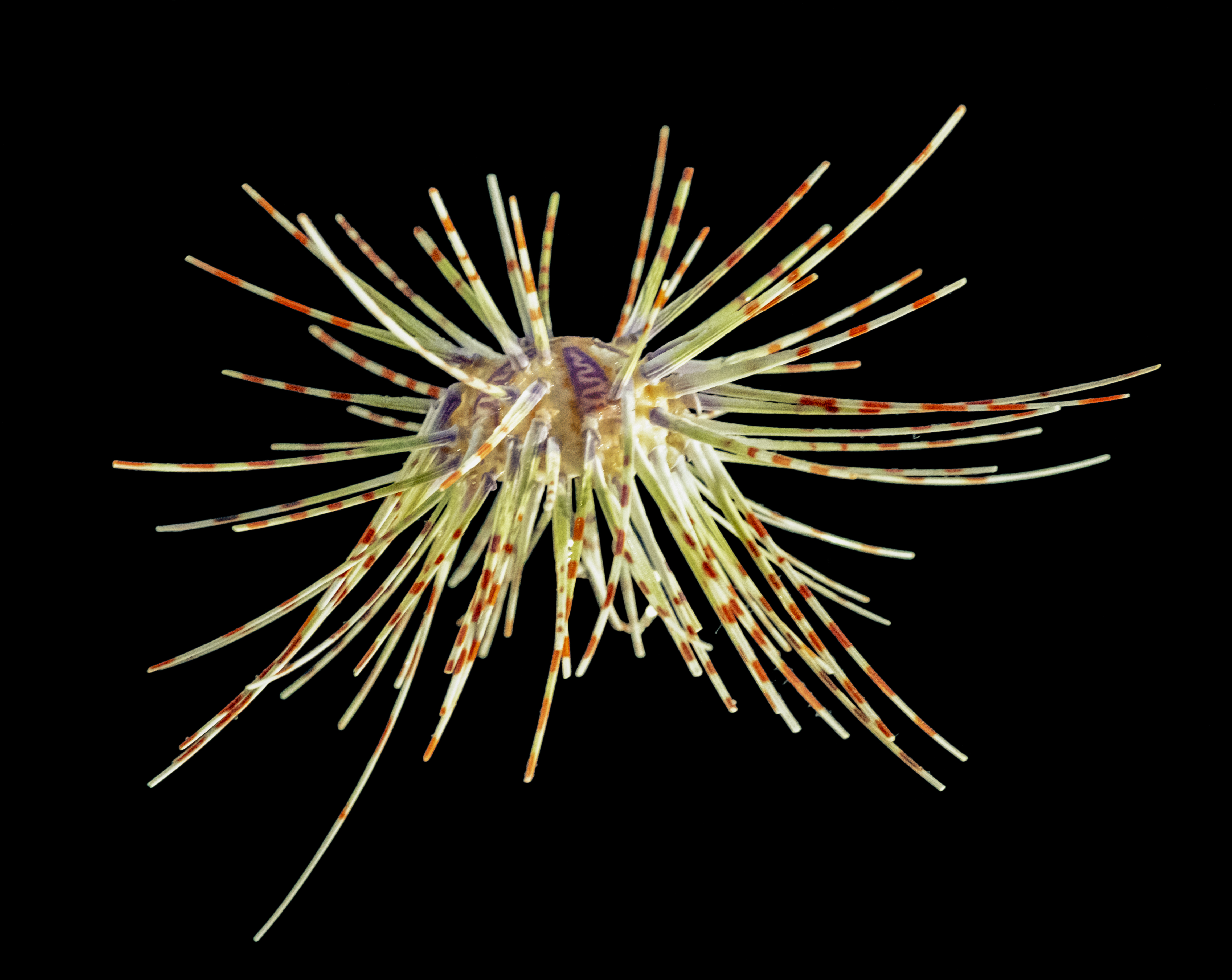
Coelopleurus maculatus - MHNT

Le test de ces oursins est immédiatement reconnaissable à ses vives couleurs (rose, rouge, violet, orange...), qui ne disparaissent pas après la mort de l'animal, y compris parfois après plusieurs dizaines de millions d'années de fossilisation.
Comme souvent dans cette famille, le test est ici presque plat sur la face orale et légèrement bombé sur la face aborale. Vu du dessus, il est légèrement subpentagonal. Les plaques sont plus ou moins nues, décorées par un epistroma souvent très coloré. Le périprocte est subcirculaire, et pourvu de quatre plaques anales.
Les ambulacres sont droits, plus larges à l'ambitus, avec des paires de pores conjuguées et unisériées sur la face aborale. Les plaques sont disposées en triades arbaciides, sans granulation perradiale.
Les interambulacres sont légèrement plus larges que les ambulacres, comportant deux tubercules primaires à l'ambitus, et nues sur leur partie la plus aborale ; une dépression marque la frontière entre les zones.
Les tubercules primaires sont imperforés et non crénulés, avec des aréoles légèrement surélevées.
Le péristome est subcirculaire ou subpentagonal, et occupe la moitié du diamètre du test. Les encoches buccales sont faibles mais longuement marquées.
Les sphaeridia sont nombreux, révélés par leurs fossés d'implantation le long du perradius.
Les radioles sont extrêmement longues comparées au test, de section triangulaire et légèrement incurvées.

## Habitat et répartition
Ce genre semble être apparu à l’Éocène, et s'est répandu dans la plupart des océans du globe.
On en compte actuellement 11 espèces vivantes, mais de nombreuses fossiles.
Les espèces actuelles sont abyssales, mais demeurent dans les couches aphotiques intermédiaires, entre 75 et 500 m de profondeur. On les trouve principalement dans la zone inter-tropicale des trois grands bassins océaniques.

## Biologie et comportement
Ces oursins étant abyssaux, leur biologie est encore peu connue. Ils sont apparemment des prédateurs de faune sessile (coraux octocoralliaires, bryozoaires...).

## Liste des espèces
Selon World Register of Marine Species (22 octobre 2014) :
- Coelopleurus australis H.L. Clark, 1916 -- Sud de l'Australie
- Coelopleurus carolinensis Cooke, 1941a †
- Coelopleurus castroi Maury, 1930 †
- Coelopleurus exquisitus Coppard & Schultz, 2006 -- Nouvelle-Calédonie
- Coelopleurus floridanus A. Agassiz, 1872 -- Atlantique ouest (piquants rouges)
- Coelopleurus granulatus Mortensen, 1934 -- Philippines et Indonésie (piquants irrégulièrement annelés de violet)
- Coelopleurus interruptus Döderlein, 1910 -- Afrique du sud
- Coelopleurus longicollis A. Agassiz & H.L. Clark, 1908 -- Philippines (piquants blancs, légèrement ponctués de rouge au bout)
- Coelopleurus maculatus A. Agassiz & H.L. Clark, 1907 -- Pacifique tropical ouest (piquants verts maculés de rouge)
- Coelopleurus maillardi (Michelin, 1862) -- Région Indo-malaise (piquants verts maculés de violet)
- Coelopleurus melitensis Zammit-Maempel, 1969 †
- Coelopleurus singularis Nisiyama, 1966 †
- Coelopleurus undulatus Mortensen, 1934a -- Japon (piquants rouges)
- Coelopleurus vittatus Koehler, 1927 -- Mer d'Andaman

L'Echinoid Directory du Natural History Museum découpe ce genre en 4 sous-genres : Keraiophorus, Phrissopleurus, Coelopleurus et Murravechinus.

Il y rajoute également de nombreuses espèces fossiles, parmi lesquelles Coelopleurus coronalis Agassiz, 1846 (Éocène moyen, Europe), Coelopleurus isabellae Cotteau, 1892 (Éocène, Espagne), Coelopleurus douvillei Cotteau, 1892 (Lutétien, France), Coelopleurus forbesi d'Archiac & Haime, 1854 (Éocène, Inde), Coelopleurus arnaudi Cotteau, 1883 (Oligocène, France), Coelopleurus infulatus (Morton, 1833) (Eocène moyen, est des USA).

Une aure espèce fossile est Coelopleurus elegans (Bell), de la formation de Jizo-do au Japon et datant du Pleistocène.

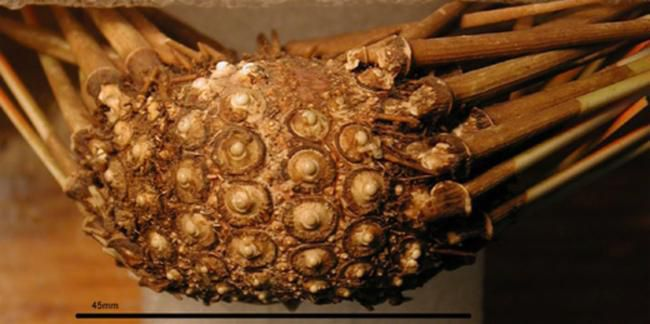
Coelopleurus australis
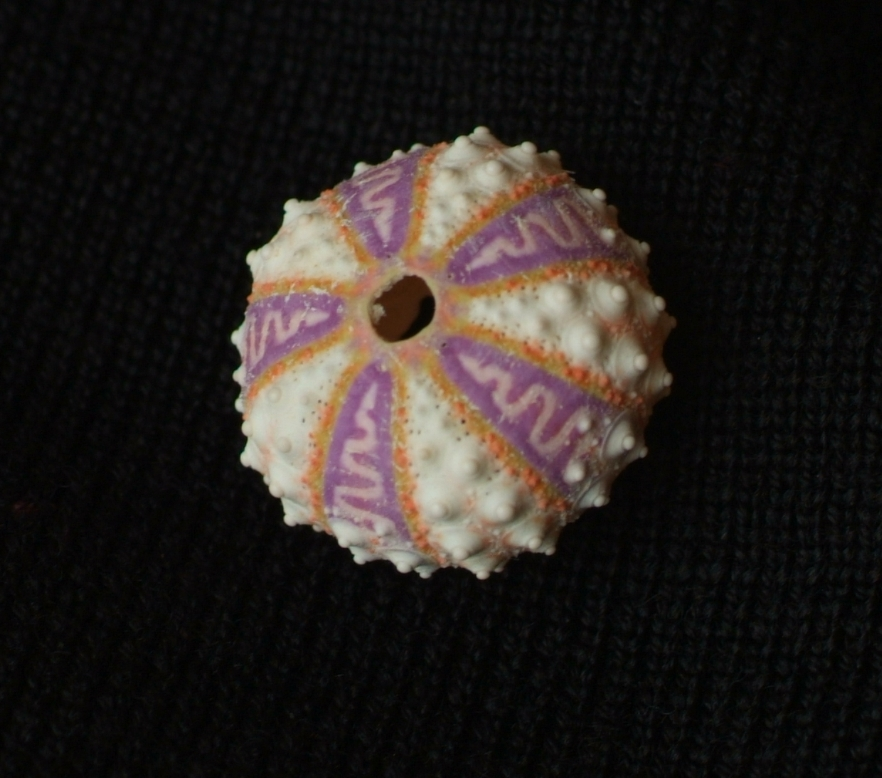
Coelopleurus exquisitus
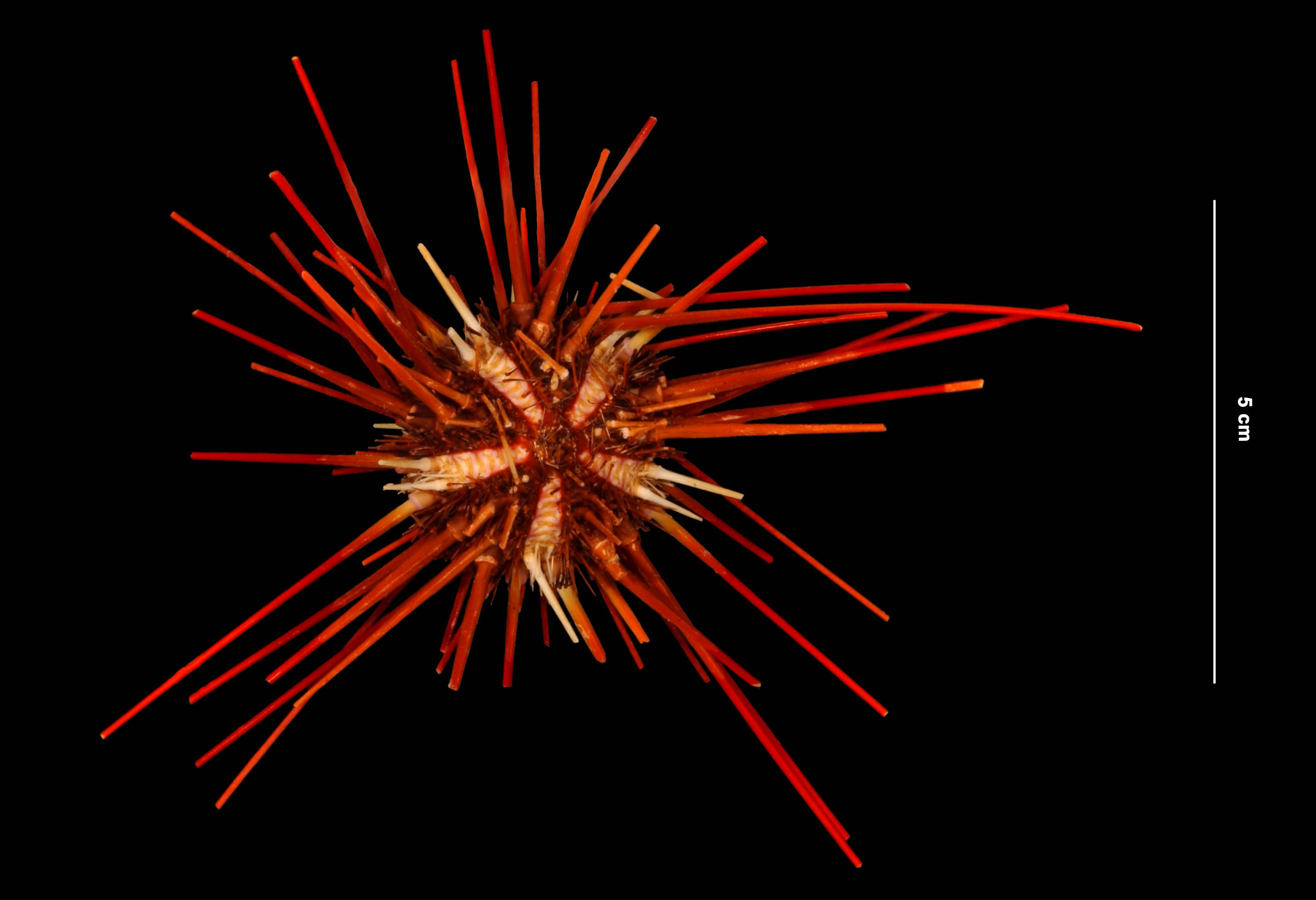
Coelopleurus floridanus
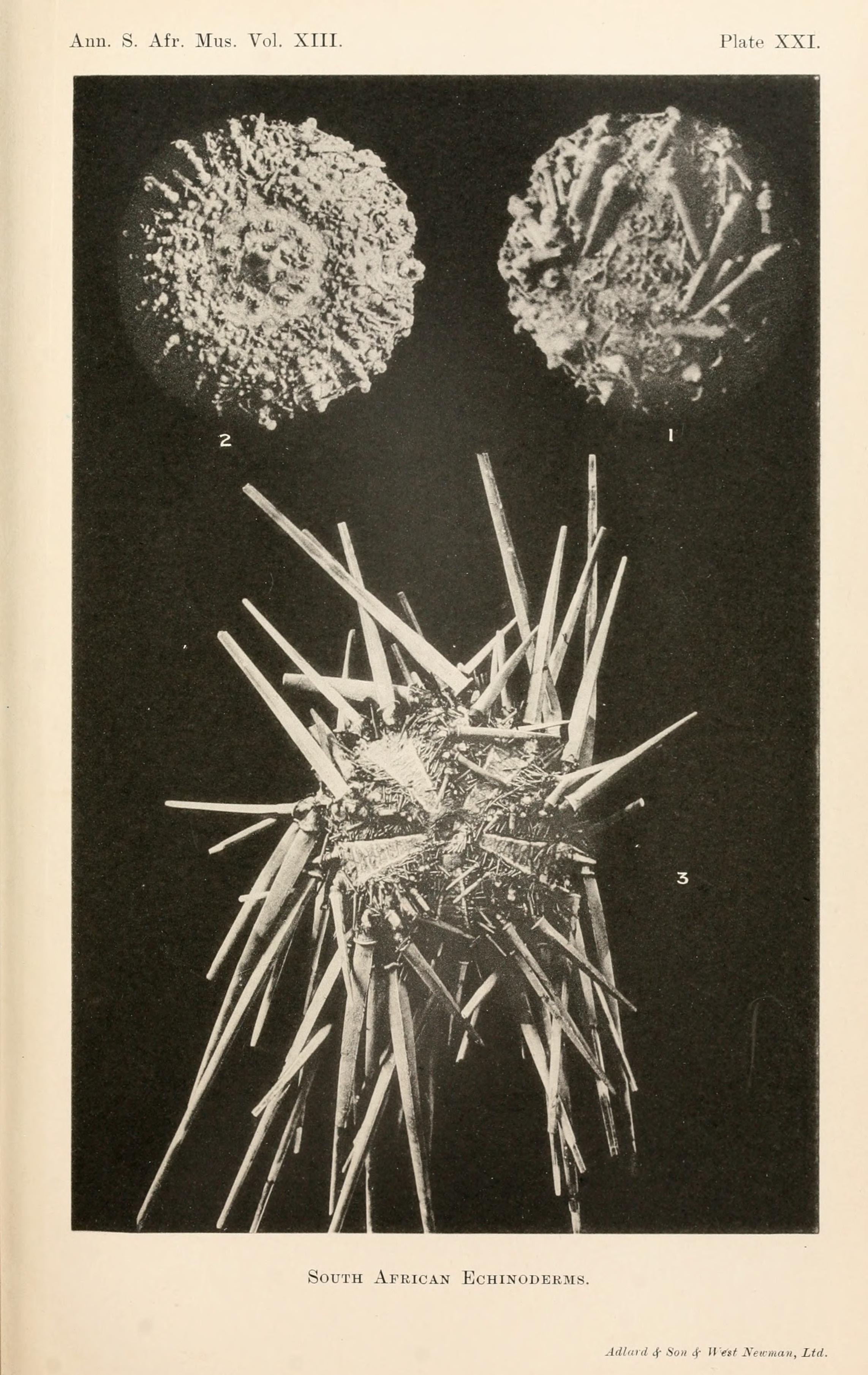
Coelopleurus interruptus
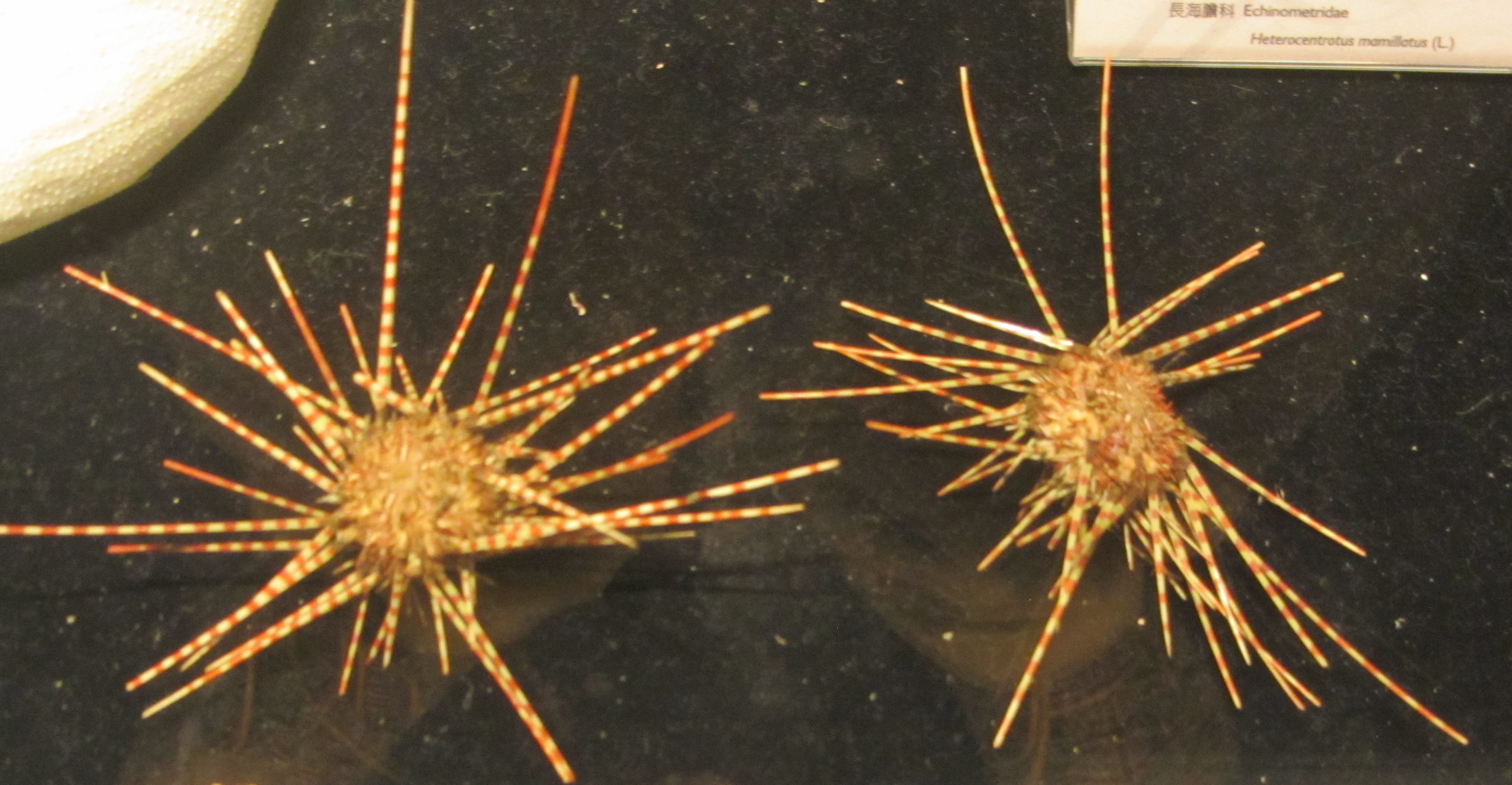
Coelopleurus maculatus
Coelopleurus undulatus